# Xibalbaonyx
Xibalbaonyx ist eine ausgestorbene Gattung der Faultiere aus der Familie der Megalonychidae. Sie ist über mehrere Schädel und einzelne Reste des Körperskelettes belegt. Die Funde stammen aus zwei unterschiedlichen Fundregionen im heutigen Mexiko: einerseits aus verschiedenen Cenoten von der Halbinsel Yucatán, andererseits aus der Chapalasee-Region weiter westlich gelegen. Das Fossilmaterial datiert in das ausgehende Pleistozän. Es zeugt von einem großen Vertreter der Familie, der in etwa die Ausmaße von Megalonyx erreichte. Als besondere Merkmale sind die sehr kleinen vorderen eckzahnähnlichen Zähne zu nennen, ebenso das Fehlen eines Scheitelkamms, der ansonsten typisch ist für zahlreiche ausgestorbene Angehörige der Megalonychidae. Die Tiere ernährten sich von weicher Blattnahrung, einzelne anatomische Unterschiede lassen jedoch auf regionale Abweichungen schließen. Die Gattung wurde im Jahr 2017 eingeführt. Ein weiterer, im gleichen Jahr benannter großer Vertreter der Megalonychidae aus Mexiko könnte identisch mit Xibalbaonyx sein.

## Merkmale
Xibalbaonyx war ein großer Vertreter der Megalonychidae. Er erreichte im Maximum die Ausmaße von Megalonyx, der wiederum etwa Rindergröße besaß. Belegt ist Xibalbaonyx über mehrere Schädelfunde und einzelne Teile des Bewegungsapparates. Ein Teilskelett gehört einem nicht vollständig ausgewachsenen Individuum von schätzungsweise 2 m Länge und 200 kg Körpergewicht an. Der Schädel variierte in seiner Länge von 29 bis 39 cm bei einer Breite von 12 bis 14,6 cm (ohne Jochbogen) und einer Höhe von 15,7 bis 21,4 cm. In Seitenansicht war der Schädel an der Stirnlinie regelmäßig aufgewölbt. Lediglich auf Höhe des Nasenbeins zog der Schädel markant ein und setzte so das stumpfe Rostrum deutlich ab. Dies ist ein auffallender Unterschied zu den heutigen Zweifinger-Faultieren (Choloepus), bei denen der Schädel fließend in die Schnauze übergeht. Außerdem ist bei diesen der Schädel hinten stärker aufgewölbt. Das Nasenbein verlief bei Xibalbaonyx nahezu horizontal. Insgesamt nahm es rund ein Drittel der gesamten Schädellänge ein. Die Nasenöffnung maß bei großen Individuen 7,2 cm in der Breite und 8,5 cm in der Höhe und stand nahezu senkrecht. Sie hatte nicht die vergleichsweise großen Ausmaße wie bei Ahytherium. Die gegenüber der Breite recht große Höhe der Nasenöffnung bewirkte auch, dass der Oberkiefer sehr hoch war. Er überragte das Nasenbein etwas, in Seitenansicht hatte er eine Trapezform mit der größeren Längskante an der Basis. Das Stirnbein beanspruchte ebenfalls rund ein Drittel der Schädellänge. An seinem vorderen Ende schob sich das Nasenbein weit nach hinten. Auf dem stark gewölbten Scheitelbein waren zwei markante Temporallinien ausgebildet, die nahezu parallel liefen. Ein Scheitelkamm, wie er bei Megalonyx, Ahytherium oder bei einigen karibischen Vertretern der Megalonychidae vorkam, bestand dem gegenüber nicht. Wie bei vielen Faultieren bildete der Jochbogen keinen vollständig geschlossenen Bogen. Der vordere Bogenabschnitt bestand typischerweise aus drei Fortsätzen: einem jeweils langen aufsteigenden und absteigenden sowie einem kurzen horizontal verlaufenden. Der auf- und der absteigende Fortsatz standen im rechten Winkel zueinander, die Öffnung zwischen beiden war damit weiter als bei Megalonyx. Der hintere Bogenansatz war ebenfalls lang ausgezogen, er begann am hinteren Abschnitt der Temporallinien, die hier das Schläfenbein querten. Das Jochbein bildete zusätzlich einen Teil des Orbitarandes. In der hinteren Ansicht hatte das Hinterhauptsbein eine runde Form. Die Gelenkfortsätze zur Verbindung mit der Halswirbelsäule waren konvex geformt und nach unten orientiert. Außerdem war am Hinterhauptsbein ein markanter horizontaler Wulst ausgebildet. An der Schädelbasis wirkte die Glenoidgrube zur Gelenkung mit dem Unterkiefer flach sowie breit in Quer- und schmal in Längsrichtung des Schädels. Die Flügelbein-Region war aufgebläht und hohl und damit in Längsrichtung gestreckt sowie von rhombischer Gestalt. Am Gaumen kamen wenigstens 40 kleine Knochenöffnungen (Foramina) von 0,2 bis 1,5 mm Durchmesser vor.
Der Unterkiefer war massiv und kompakt gestaltet. Er maß zwischen 21 und 30,3 cm in der Länge. In Seitenansicht hatte er die Form einer Sanduhr. Die für Faultiere charakteristische löffelartige Verlängerung der Symphyse am vorderen Ende des Unterkiefers war bei Xibalbaonyx mit 1 bis 3 cm vergleichsweise kurz. Sie verjüngte sich zur Spitze hin. In ihren Ausmaßen entsprach die Verlängerung etwa der von Nohochichak, war aber länger als bei Megalonyx und kürzer als bei Pliometanastes. Die Unterkante des horizontalen Knochenkörpers verlief sinusartig mit der größten Ausstülpung unterhalb der Zahnreihe. Im Bereich des Diastemas kamen zahlreiche Foramina vor, deren Öffnungen je 0,5 mm betrugen; sie werden teils als Foramen mentale gedeutet. Der aufsteigende Ast war breit und bis zu 13 cm hoch. Seine Vorderkante verdeckte in Außenansicht den hintersten Zahn vollständig. Der Kronenfortsatz erhob sich rund 5 cm über der Oberkante des horizontalen Knochenkörpers. Der Gelenkfortsatz saß niedriger, was wiederum einen Unterschied zu Meizonyx darstellt. Das Gelenk selbst war in Aufsicht lang sanduhrförmig, in Seitenansicht aufgewölbt. Der markante Winkelfortsatz am hinteren Ende des Unterkiefers bildete einen stumpfen Abschluss. Am Ansatz des Kronenfortsatzes öffnete sich der Mandibularkanal auf der Außenseite des Unterkiefers auf 10 mm Weite. Er trat am Foramen mandibulae unterhalb des Kronen- und Gelenkfortsatzes an der Innenseite des Unterkiefers wieder hervor. Das Foramen selbst war teilweise gedoppelt im Unterschied zu Meizonyx und Nohochichak mit ihrem einfachen Foramen mandibulae.
Das Gebiss besaß den für Faultiere typischen Aufbau bestehend aus je einem eckzahnartigen (caniniformen) Zahn im vorderen Abschnitt und mehreren molarenartigen (molariformen) Zähnen im hinteren. Im oberen Gebiss gab es je Kieferhälfte vier, im unteren je drei molariforme Zähne, so dass das Gebiss insgesamt aus 18 Zähnen bestand. Der caniniforme Zahn wies einen ovalen bis dreieckigen Querschnitt auf, in der oberen Zahnreihe war er nach hinten gekrümmt, in der unteren dagegen mehr oder weniger gerade verlaufend. Er überragte die hinteren Zähne aber nur geringfügig und war damit vergleichsweise klein. An der Spitze bestand jeweils eine Scherkante, sie wies beim oberen caniniformen Zahn nach hinten, beim unteren nach vorn. Zum hinteren Gebissabschnitt bestand ein Diastema. Im Oberkiefer nahm dieses rund ein Viertel der Schädellänge ein, im Unterkiefer wies es etwa die Länge des Symphysenfortsatzes auf. Die molariformen Zähne waren rechteckig, trapezförmig oder oval im Querschnitt und hatten hohe Zahnkronen. Ihre Kauoberflächen zeigten sich in Übereinstimmung mit anderen Vertretern der Megalonychidae typisch bilophodont (mit zwei quergestellten Leisten auf der Kauoberfläche). Zwischen den einzelnen Leisten war der Zahn tief eingeschnitten. Die gesamte obere Zahnreihe maß bei großen Individuen 16,8 cm in der Länge einschließlich des rund 8 cm langen Diastemas. Der entsprechende Wert für die untere Zahnreihe lautete 13,1 cm (einschließlich eines 4,9 cm langen Diastemas), hier nahmen die hinteren Zähne davon 7,8 cm ein.
Vom postcranialen Skelett sind einzelne Teile belegt. Das Schulterblatt war rundlich gestaltet, geteilt durch die Schultergräte in zwei etwa gleich große Abschnitte. Die Glenoidgrube, die Gelenkkapsel für den Oberarm, hatte eine lang-ovale und flache Gestalt. Der Oberarmknochen war kurz und robust gebaut bei einer Länge von 32 cm. Der Schaft zeichnete sich durch kräftige Muskelmarken und Knochenleisten aus, hierzu gehört etwa die seitlich am Schaft entlanglaufende deltopectorale Leiste, die eine deutlich aufgeraute Fläche bildete. Sie gab der Knochenoberfläche einen rauen Charakter. Das untere Gelenkende war weit ausladend. Die Elle erreichte fast die Länge des Oberarmknochens, ist aber nur stark beschädigt überliefert. Rekonstruiert besaß sie einen leicht gekrümmten Verlauf. Die Gelenkkapsel, die das untere Gelenk des Humerus fasste und so gemeinsam mit diesem das Ellenbogengelenk bildete, öffnete sich weit mit einer Rundung um 120°. Die Speiche wies eine langschmale Gestalt auf. Der Oberschenkelknochen wurde wenigstens 32 cm lang. Wie üblich bei bodenlebenden Faultieren war er breit und flach, die Schaftlänge übertraf die -breite um rund das Doppelte. Die größte Breite wurde am oberen Gelenkende erreicht. Das kugelige Gelenk zeigte nach hinten und saß auf einem kurzen Hals. Der große Rollhügel war kräftig ausgebildet, der kleine und der dritte Rollhügel bestanden dagegen nur als jeweils aufgeraute Fläche. Letzterer befand sich seitlich am Schaft. Charakteristisch für viele bodenlebende Faultiere wurde das Schienbein nur halb so lang wie der Oberschenkelknochen. Sein Schaft, der entlang der Längsachse etwas gebogen verlief, besaß die Form einer Sanduhr, wobei der Querschnitt am oberen Ende größer war als der am unteren. Von den Händen und Füßen konnten bisher nur einzelne Wurzelknochen und Zehenglieder geborgen werden. Die jeweiligen Endphalangen waren symmetrisch gestaltet. Sie liefen spitz zu und erwiesen sich als teils deutlich krallenartig gekrümmt.

## Fossilfunde
Das bisher bekannte Fossilmaterial von Xibalbaonyx entstammt zwei weiter entfernten Fundregionen in Mexiko. Der erste und zur Beschreibung der Gattung verwendete Fund kam auf der Halbinsel Yucatán zu Tage. Er wurde dort in der Cenote von El Zapote westlich von Puerto Morelos und etwa 36 km südlich von Cancún sowie 90 km nördlich von Tulum im mexikanischen Bundesstaat Quintana Roo entdeckt. El Zapote ist Teil eines über 7000 km langen unterirdischen Karstsystems, von dem bisher nur ein geringer Teil untersucht wurde. Der Zugang zu El Zapote liegt heute unter Wasser und besteht aus einem rund 30 m langen und etwa 10 m breiten Kamin, der zu einer 40 m breiten und 60 m hohen Kammer führt. Diese ist mit kalkreichen Speläothemen bedeckt, die aufgrund ihrer großen, 2 m und mehr messenden sowie charakteristischen Form als „Höllenglocken“ bezeichnet werden. Innerhalb der Kammer fanden sich die Reste von Xibalbaonyx in 50 bis 55 m Tiefe. Sie bestehen aus einem weitgehend vollständigen Skelett, das sich über eine Fläche von 3 m Ausdehnung verteilt, der Schädel lag etwas isoliert von den restlichen Körperpartien. Von dem Skelett wurden neben dem Schädel aber bisher lediglich Teile geborgen. Dazu gehören mehrere Wirbel wie der erste und der zweite Halswirbel sowie Fragmente der Hals-, Brust- und Schwanzwirbel, ebenso wie Abschnitte des Brustkorbes, etwa einzelne Rippen, und der Vorder- und Hintergliedmaßen. Radiocarbondatierungen geben dem Fund ein Alter von 10.647 bis 10.305 Jahren BP. Die Daten zeigen an, dass die Cenote wie ein Großteil des Karstsystems im Übergang vom Pleistozän zum Holozän durch den steigenden Meeresspiegel infolge der Gletscherschmelze der letzten Kaltzeit geflutet wurde.
Ein Unterkiefer, ein Halswirbel und ein Oberarmknochen kamen zusätzlich in der Cenote Tortugas auf Yucatán zum Vorschein, lokal auch als Cementerio de Xenartros (spanisch für „Friedhof der Nebengelenktiere“) bezeichnet. Diese befindet sich nur 2 km südwestlich von El Zapote. Sie hat einen Durchmesser von 25 m und eine Tiefe von 55 m, wobei sich die Faultierreste nur 1 m oberhalb des tiefsten Punktes fanden. Ein Zugang zu anderen Cenoten der Region besteht nicht. Ebenfalls von der Halbinsel ist mit Nohochichak ein weiterer großer Vertreter der Megalonychidae mit nahezu zeitgleichem Auftreten belegt.
Ein weiterer Schädel wurde aus Zacoalco westlich des Chapalasees im mexikanischen Bundesstaat Jalisco berichtet. Der 70 km lange und 30 km breite Chapalasee ist der größte See Mexikos, er stellt aber nur den Rest eines wesentlich größeren Binnengewässers dar, das im Pleistozän bestand. Dieses füllte das Chapalasee-Riftsystem aus, eine tektonische Senke zwischen der Sierra Madre Occidental und dem Jalisco-Block. Die Region, die seit den 1950er Jahren im Zentrum des wissenschaftlichen Interesses steht, ist reich an Fossilfunden des ausgehenden Pleistozäns mit Resten von Fischen, Amphibien, Reptilien, Vögeln und Säugetieren. Letztere beinhalten auch mehrere Vertreter der Nebengelenktiere. Aus Zacoalco wurde unter anderem Eremotherium beschrieben, einer der größten bekannten Vertreter der Faultiere. Der Schädel von Xibalbaonyx galt vor seiner wissenschaftlichen Aufarbeitung im Jahr 2018 teilweise als Rest eines Angehörigen der Mylodontidae oder der Megalonychidae.

## Paläobiologie
Im Allgemeinen wird für die ausgestorbenen Vertreter der Megalonychidae analog zu den rezenten Zweifinger-Faultieren von einer Spezialisierung auf blattreiche Pflanzennahrung ausgegangen (browsing). Ablesbar ist dies unter anderem an der generell schmalen Schnauze einschließlich der schmalen, löffelartigen Symphysenverlängerung am Unterkiefer. Xibalbaonyx zeigt in diesem Aspekt einzelne besondere Anpassungen. Der fehlende Scheitelkamm verweist darauf, dass der Musculus temporalis im Gegensatz zu anderen Angehörigen der Familie wohl eine geringere Rolle spielte. Dies lässt auf weniger faserhaltige Pflanzen als Nahrungsgrundlage schließen. Das gestreckte Flügelbein befürwortet einen stärker entwickelten Musculus masseter beziehungsweise Musculus pterygoideus, ersterer ist über den Jochbogen, letzterer über den Gelenk- und Winkelfortsatz dadurch verlängert. Beide bewirken das Schließen des Mauls sowie seitliche und vor- beziehungsweise rückwärts gerichtete Kaubewegungen. Die Dominanz des Masseter-Muskels spricht gegen eine erhöhte Beißkraft und somit für sehr weiche Pflanzennahrung. Die caniniformen Zähne sind bei Xibalbaonyx kleiner als im Vergleich zu verwandten Formen. Das ist als Hinweis zu werten, dass sie bei der Nahrungsaufnahme nur untergeordnet eingesetzt wurden.
Neben diesen allgemeinen Unterschieden zu anderen Vertretern der Megalonychidae zeigen die regionalen Formen von Xibalbaonyx auch untereinander gewisse Abweichungen. Der Schädel aus der westlicher gelegenen Chalapasee-Region hat stärker entwickelte Temporalleisten gegenüber dem der östlicheren Yucatán-Halbinsel. Auch ist bei ersteren der Kronenfortsatz am Unterkiefer eher hakenförmig gestaltet. Beides verweist auf graduelle Unterschiede in der Ausprägung des Temporalis-Muskels. Dagegen besitzt der Schädel von der Yucatán-Halbinsel im Vergleich zu dem Chalapasee-Schädel mehrfach ausgebildete Knochenöffnungen am Unterkiefer (Foramen mentale und Foramen mandibulae). Verantwortlich dafür könnte eine stärker durchblutete Schnauzenregion bei den Tieren von Yucatán sein, was eventuell in einer beweglicheren Zunge resultierte. Letzteres ist Anzeichen einer stärker selektiven Nahrungsaufnahme. Die regionalen Differenzierungen mögen ein Ausdruck unterschiedlicher Landschaftsverhältnisse sein. Die Chalapasee-Region bestand im ausgehenden Pleistozän aus einer wasser- und vegetationsreichen Landschaft mit Galeriewäldern. Yucatán war hingegen durch trockene, fast wüstenartige Bedingungen geprägt.
Die Vordergliedmaßen von Xibalbaonyx waren etwas länger als die Hintergliedmaßen, so dass der Rumpf leicht höher lag als das Hinterteil. Als Fortbewegung kann ein eher vierfüßiger denn zweifüßiger Gang angenommen werden. Die schwach eingedellte Gelenkgrube des Schulterblatts befürwortet einen weiten Rotationsraum des Armes und somit eine hohe Schultermobilität. Dies ist auch an den beiden etwa gleich großen Flächen des Schulterblattes erkennbar, was bei zahlreichen anderen Faultieren so nicht vorkommt. Die hier ansetzende Muskulatur unterstützt somit diese Ansicht. Am Oberarm war ebenfalls eine massive Muskulatur ausgebildet, erkennbar an der ausgedehnten deltopectoralen Aufrauung. Dies ist aufgrund einiger markanter Knochenvorsprünge auch für den Unterarm wahrscheinlich. In Verbindung mit dem gekrümmten Verlauf der Elle ergibt sich dadurch ein äußerst stabiler Unterarm. Die weite Öffnung der Gelenkkapsel der Elle ermöglichte gute Aus- und Einwärtsdrehungen des Armes, was beim verwandten Megalonyx so nicht der Fall war, aber unter anderem bei Diabolotherium dokumentiert ist. Die gesamte Struktur des Vorderbeines lässt daher auf kletternde Bewegungen schließen, auch wenn nicht von einer vollständig arborikolen Lebensweise auszugehen ist. Das Klettern erfolgte dabei wahrscheinlich nicht nur in den Bäumen, sondern eventuell auch an Felswänden, wie denen der Cenoten, die im ausgehenden Pleistozän noch mitunter zugänglich waren. Neben dem Klettern ist des Weiteren eine grabende Suche nach Nahrung nicht auszuschließen, ebenso wie eine teilweise Fortbewegung im Wasser denkbar wäre, zumal heutige Baumfaultiere sehr gute Schwimmer sind. Alle drei Bewegungsformen erfordern ähnliche Ablaufmuster. Unterstützt wird die Ansicht einer kletternden Lebensweise zusätzlich durch einzelne Merkmale der Hinterbeine. Am Gelenkkopf des Oberschenkelknochens fehlt die Hüftkopfgrube (Fovea capitis femoris). Die hier entlanglaufende Sehne, die normalerweise den Oberschenkel stabilisiert, war offensichtlich nur schwach entwickelt. Dadurch erhöhte sich die Möglichkeit für seitliche Beinbewegungen. Außerdem sorgte der gut ausgebildete große Rollhügel für eine entsprechend massive Gesäßmuskulatur, die die Beinrotation bestärkte. Dagegen spielte die vordere Oberschenkelmuskulatur bei Xibalbaonyx nur eine untergeordnete Rolle. Die symmetrische Gestaltung der Endphalangen verweist wiederum auf einen Sohlengang, charakteristisch für Megalonychidae, aber abweichend von anderen großen Bodenfaultieren mit ihren eingedrehten Händen und Füßen. Die starke Krümmung der aufsitzenden Krallen befähigt ebenfalls zum Klettern.
Einzelne Wirbel von Xibalbaonyx zeigen verschiedene Asymmetrien, die wahrscheinlich auf pathologische Veränderungen zurückgehen. Was diese verursachte ist bisher ungeklärt, zumal es sich bei einem Individuum um ein Jungtier handelt. Es können sowohl Mutationen als auch Stress und Fehlernährung eine Rolle spielen. Einzelne kurze Linien mit V-förmigem Querschnitt an verschiedenen Rippen und Langknochen werden von den Wissenschaftlern als Schnittmarken interpretiert, verursacht durch Steinwerkzeuge des Menschen.

## Systematik
Xibalbaonyx ist eine Gattung aus der ausgestorbenen Familie der Megalonychidae innerhalb der Unterordnung der Faultiere (Folivora) und der Überordnung der Nebengelenktiere (Xenarthra). Die Megalonychidae stellen eine sehr formenreiche Gruppe dar. Als nächste Verwandten der Megalonychidae kommen die Megatheriidae und die Nothrotheriidae in Betracht. Erstere schließen die größten bekannten Vertreter der Faultiere ein, letztere bestehen aus eher kleineren Angehörigen der Faultiere. Alle drei Familien zusammen werden in die Überfamilie der Megatherioidea verwiesen. Innerhalb der Faultiere bilden die Megalonychidae eine sehr alte Linie, ihr erstes Auftreten ist im Oligozän in Patagonien belegt. Charakteristische Merkmale finden sich in der eckzahn- (caniniformen) oder schneidezahnähnlichen (incisiformen) Gestaltung des jeweils vordersten Zahnes sowie in den molarenartig (molariform) gestalteten hinteren Zähnen. Letztere zeichnen sich durch zwei querstehende Leisten (bilophodont) auf der Kaufläche aus, was auf eine eher blattfresserische Ernährungsweise der Megalonychidae verweist. Im Unterschied zu den Megatheriidae und den Nothrotheriidae ist der Hinterfuß plantigrad gestaltet und nicht gedreht, womit er seine ursprüngliche Form beibehielt. Die Megalonychidae waren einst weit verbreitet, Fossilreste finden sich sowohl in Südamerika als auch in Mittelamerika sowie in Nordamerika bis hoch in den arktischen Norden. In einer klassischen, auf skelettanatomischen Vergleichen beruhenden Ansicht, schlossen die Megalonychidae ursprünglich auch die Faultiere der Westindischen Inseln sowie die heute noch lebenden Zweifinger-Faultiere (Choloepus) ein. Molekulargenetische Untersuchungen gemeinsam mit Proteinanalysen konnten jedoch keine näheren Verwandtschaftsverhältnisse zwischen diesen einzelnen Gruppen feststellen.
Ein Großteil des Fossilmaterials der Megalonychidae liegt fragmentarisch vor und ist weitgehend unvollständig. Die systematischen Beziehungen der einzelnen Vertreter der Gruppe konnten daher bisher nur ungenügend herausgearbeitet werden. Allerdings lassen sich bedingt durch den Formenreichtum verschiedene Entwicklungslinien nachweisen. Eine umfasst weitgehend südamerikanische Vertreter wie Megistonyx oder Ahytherium beziehungsweise Ortotherium, eine weitere besteht aus den nordamerikanischen Formen Megalonyx und Pliometanastes (hier, da auf Skelettmerkmalen beruhend, auch karibische Faultiere wie Megalocnus oder Neocnus). Momentan ist es jedoch nicht möglich, für die nordamerikanischen Vertreter der Megalonychidae direkte Vorläufer zu bestimmen. Damit einhergehend ist deren Verbindung zu den südamerikanischen Formen eher unbekannt. Xibalbaonyx besitzt phylogenetischen Analysen zufolge eine engere Beziehung zu anderen mittelamerikanischen Formen wie Meizonyx oder Nohochichak. Vor allem Meizonyx vermittelt dabei wiederum stärker zu den südamerikanischen Megalonychidae. Die Formen dort sind weitgehend in den tropischen Landschaften beheimatet. Die hauptsächlich in den temperierten Regionen Nordamerikas auftretenden Formen wie Megalonyx oder Pliometanastes stellen dagegen entferntere Verwandte dar.
Es sind drei Arten von Xibalbaonyx bekannt:
- X. exinferis Stinnesbeck, Stinnesbeck, Frey, Olguín & González, 2020
- X. microcaninus Stinnesbeck, Frey & Stinnesbeck, 2018
- X. oviceps Stinnesbeck, Frey, Olguín, Stinnesbeck, Zell, Mallison, González, Núñez, Morlet, Mata, Sanvicente, Hering & Sandoval, 2017

X. microcaninus ist aus der Chapalasee-Region belegt und stellt eine kleinere Art dar. Sie hebt sich durch kürzere eckzahnähnliche Zähne und einzelne weitere Merkmale ab. X. oviceps wurde auf Yucatán nachgewiesen und umfasst einen größeren Vertreter mit Ausmaßen vergleichbar zu Megalonyx. Es ist gleichzeitig die Nominatform der Gattung. X. exinferis stammt ebenfalls von Yucatán und weist sehr kleine eckzahnartige Zähne sowie ein doppeltes Foramen mentale am extrem kurzen Symphysenfortsatz des Unterkiefers auf.
Die wissenschaftliche Erstbeschreibung von Xibalbaonyx wurde von einem Forscherteam um Sarah R. Stinnesbeck im Jahr 2017 vorgelegt. Grundlage bildete der Fund aus der Cenote von El Zapote auf der Halbinsel Yucatán. Der dort geborgene Schädel mitsamt Unterkiefer stellt den Holotyp der Gattung (Exemplarnummer Za2014-01 beziehungsweise Za2014-05) dar. Der Gattungsname Xibalbaonyx deutet auf Xibalbá, der Unterwelt in der Mythologie der Maya. Er ehrt einerseits die Taucher, die das Fossilmaterial in der unterirdischen Cenote unter teils gefährlichen Bedingungen geborgen haben, andererseits bezieht er sich auf Yucatán als Heimat der Maya allgemein. Der zweite Namensbestandteil onyx ist griechischen Ursprungs (όνυξ) und bedeutet so viel wie „Kralle“. Nur kurz nach der Veröffentlichung der Erstbeschreibung von Xibalbaonyx wurde von H. Gregory McDonald und Kollegen ein weiterer großer Vertreter der Megalonychidae anhand eines Teilschädels sowie eines Unterkiefers ebenfalls von Yucatán vorgestellt und mit Nohochichak benannt. Er stammt wie Xibalbaonyx aus einer Cenote nur unweit von El Zapote entfernt und weist ein ähnliches stratigraphisches Alter auf. In ihren Merkmalen gleichen sich die beiden Gattungen, es bestehen jedoch auch bestimmte Unterschiede. So ist bei Nohochichak der Processus postorbitalis relativ kräftig ausgebildet, dieser fehlt aber bei Xibalbaonyx. Weitere Abweichungen betreffen etwa die Position bestimmter Foramina, die Ausprägung des Jochbogens oder die Gestaltung des Nasenbeins. Das bisher geringe Fundmaterial der beiden Gattungen erschwert eine Beurteilung dieser Unterschiede. Es ist daher unklar, ob sie auf eine generische Differenzierung oder auf Artunterschiede innerhalb einer Gattung zurückzuführen sind. Auch besteht die Möglichkeit, dass es sich um einen Sexualdimorphismus oder um Pathologien handelt. Aufgrund dieser Unklarheiten wurde auf eine Vereinigung der beiden Gattungen bisher verzichtet.